# 尚传道

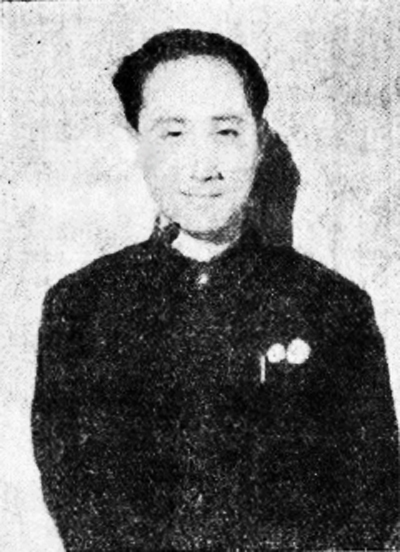
1948年《中国当代名人传》中所载的尚传道像

尚传道（1910年—1994年3月5日），字希贤，浙江长兴县人，中华民国及中华人民共和国政治人物。

## 生平
尚传道本姓王，生于长兴县虹星桥镇方里村一个贫苦农民家庭，因双亲无力抚养，便将其送给安吉县梅溪镇小溪口村一位姓尚的富户为养子。尚传道自幼在小溪口成长，尚家和后来任国民参政会副秘书长雷震的家很近。14岁起，尚传道先后入杭州安定中学及第一中学。1929年，尚传道入清华大学政治学系学习，其同学有乔冠华、俞国华等。其间，曾任学生会主席两年多，任内促使清华大学由“校长治校”变为“教授治校”，驱走了两位校长。1931年九一八事变后，尚传道率200多名学生到南京国民政府大院进行绝食，要求面见蒋介石陈述抗日主张，后来他们获得中国国民党中央常委集体接见，遂返回北平。1933年，尚传道毕业，成绩优等，获法学士学位，留校任《清华周刊》总编。同年8月，他参加了国民政府的国防设计工作。1935年，他参加第三届高等文官考试获录取，被分配到行政院，协助张金先（张锐）、甘乃光等人进行行政革新。
抗日战争爆发后，1937年9月他应孙希文邀请，任贵州省民政厅秘书及主任秘书。1941年2月，他调任贵州省政府秘书兼三科（负责贵州全省人事）科长，成为贵州省政府主席吴鼎昌的主要幕僚。
抗日战争胜利后，尚传道参与国民政府接收中国东北的工作。后来他担任吉林省政府委员兼民政厅长，曾三次来到长春。1946年4月，他奉派任三人小组东北中心组政府代表副组长，在沈阳同中国共产党代表饶漱石、李立三等人进行了五十多天谈判。谈判破裂后，同年5月23日，国军接收长春，尚传道兼代市长，后又任市长。1948年长春围困战中，尚传道被中国人民解放军俘虏。此后他一直被关押，直到1975年获得特赦。
改革开放后，尚传道先后同台湾的中国国民党高层人物蒋经国、俞国华、陈立夫等人通信或致公开信。他还撰写了不少回忆录和政论。
1994年3月5日，尚传道在北京逝世，享年85岁。 

## 著作
- 尚传道. . 上海: 中华书局. 1937年.
- 尚传道，与海外友人谈“一国两制”，载 《瞭望》周刊海外版编辑部编，“一国两制”与祖国统一，北京：新华出版社，1988年
- 尚传道，与蒋经国先生谈“一国两制”，载 《瞭望》周刊海外版编辑部编，“一国两制”与祖国统一，北京：新华出版社，1988年
- 尚传道，试论中国的政治体制改革，《瞭望》周刊海外版，？期
- 尚传道，对祖国统一前景的看法，《瞭望》周刊海外版，？期
- 尚传道，对吴鼎昌主黔七年的回忆，贵州文史资料选辑1992年第31辑
- 尚传道，政治组商订一九八一年工作计划，文史通讯1981年第1辑
- 尚传道，我与杜聿明，文史资料选辑1990年第39卷
- 尚传道，孤城落日出长春，载 吉林省军区政治部《长春国民党军投诚》编写组编，走向光明 长春国民党军投诚史料，长春：吉林教育出版社，1990年
- 尚传道，新生的摇篮，载 中国人民政治协商会议全国委员会文史资料研究委员会《从战犯到公民》编辑组编，从战犯到公民：原国民党将领改造生活的回忆，北京：中国文史出版社，1987年